# Panier (basket-ball)
Pour les articles homonymes, voir Panier.

Un panier de basket-ball, avec les dimensions réglementaires.

Au basket-ball, le panier est le cerceau métallique à travers lequel les joueurs doivent faire passer le ballon pour marquer des points. Celui-ci est fixé au panneau. Il y a deux paniers sur un terrain de basket-ball, et chaque équipe doit tenter de marquer dans l'un tout en empêchant l'équipe adverse de marquer dans l'autre.
Un filet ouvert vers le bas, de 45 cm de diamètre, est attaché en dessous du panier. L'ensemble est fixé, à la hauteur réglementaire de 3,05 m, à un panneau rectangulaire vertical de 1,80 m par 1,05 m.
Par extension, un joueur marque à balle dans l'arceau du panier de l'équipe adverse. Un panier a lieu en cours de jeu et rapporte deux (ou trois) points à l'équipe, alors qu'on parle de lancer franc lorsque le joueur marque une pénalité à la suite d'une faute d'un joueur adverse, ce qui rapporte un seul point.

## Les différentes manières de marquer un panier
- Le tir en suspension (en anglais : jump shot), où le joueur s'arrête, saute, et lâche la balle en plein saut.
- Le double-pas ou tir en course (en anglais : lay up), qui se fait dans la course, en s'approchant très près du panier puis en déposant littéralement le ballon dans l'arceau, éventuellement en le faisant rebondir contre le panneau.
- Le slam dunk, ou plus couramment "dunk" où le joueur s'accroche à l'arceau à une main (smash) ou à deux mains (dunk), au moment de lâcher le ballon dans le panier. Le dunk est de loin considéré comme étant la manière la plus spectaculaire de marquer un panier, avec sa variante, le alley-oop.
- Le bras roulé (en anglais : hook shot). Popularisé par Kareem Abdul-Jabbar, le geste consiste à tirer au panier en amenant la balle au-dessus de la tête avec la main opposée au panier, bras tendu,  le joueur étant de profil au panier. L'autre bras sert à se protéger du défenseur. Ce tir est quasiment incontrable et dur à maîtriser.
- Le panier à trois points, qui est en fait un tir réalisé derrière la ligne de trois points (située à 6,75 m du panier selon la règle FIBA, à 7,23 m en NBA). Comme son nom l'indique, ce type de panier rapporte un point de plus qu'un panier « normal ».

Un tir direct (swish ou swisher ou "san zo" en Haïti) est réalisé lorsque le ballon entre dans le panier sans toucher ni l'arceau ni le panneau.